# Антония Димитрова
Антония Кънчева Димитрова е български журналист и политик, народен представител от парламентарната група на Продължаваме промяната в XLVII народно събрание.

## Биография
Антония Димитрова е родена на 16 август 1989 г. в град Шумен, Народна република България. Завършва специалност „Журналистика“ в Шуменския университет „Епископ Константин Преславски“, има магистърска степен по начална училищна педагогика в Пловдивския университет „Паисий Хилендарски“. Работила е седем години като журналист, а през 2019 г. става учител по програмата „Нов път в преподаването“ на фондация „Заедно в час“ в 70-ото Основно училище в София по програма „Заедно в час“. Има опит с образователна интеграция на деца от етническите малцинства и работа с отпаднали от образование. Работила е като журналист в Радио Шумен и в Екип7 в Разград. От 2021 г. е лектор на студенти от педагогическите специалности на Пловдивския университет.